# Robin Hood – Für Liebe und Gerechtigkeit
Robin Hood – Für Liebe und Gerechtigkeit ist ein Musical von Martin Doepke (Musik), Andrea Friedrichs (Buch) und Hans Holzbrecher (Buch und Regie).

## Handlung
Während der Heimreise von König Richard Löwenherz aus dem 3. Kreuzzug, wird er von Herzog Leopold in Österreich gefangen genommen und an Heinrich IV. ausgeliefert. Robin von Locksley soll die Lösegeldforderung von 100.000 Silbermark überbringen. So kehrt er im Jahre 1194 in seine Heimat zurück. Währenddessen wird England von Prinz John, dem Bruder Richards, mit Hilfe seiner machthungrigen Frau Isabelle, dem Bischof von Herford und dem Sheriff von Nottingham regiert.
Robin von Locksley trifft während eines Festes in Nottingham Castle ein, um die Lösegeldforderungen zu überbringen. Es kommt zum Eklat, als er für die Armen und Hungernden des Volkes Partei ergreift. Robin wird vom Hof geächtet, doch kann er als Vogelfreier mit Jess in den Sherwood Forest fliehen. Hier treffen sie auf Little John und seine Gefährten. Robin und John treten sich in einem Stockkampf gegenüber, den Robin gewinnt. Jess berichtet den Ausgestoßenen, was geschehen ist und Robin erklärt, dass sie König Richard Löwenherz befreien müssen, indem sie das Lösegeld für ihn aufbringen. So helfen sie ihm bei organisierten Raubzügen, nach dem Motto „Nehmt den Reichen und gebt den Armen.“ Während einer dieser Raubzüge treffen sie auf Lady Marian, ihre Zofe Amelia und den Mönch Bruder Tuck. Zwischen Marian und Robin entwickelt sich Liebe, doch kommt sie bald durch Robins Eifersucht ins Wanken. Während Bruder Tuck bei den Männern vom Sherwood Forest bleibt, ziehen Marian und Amelia zurück nach Nottingham.
Lady Isabelle und der Bischof von Herford schmieden in der Zwischenzeit einen Plan, wie sie Robin Hood, wie er sich nun nennt, vernichten können. Des Sherrifs Männer überfallen daraufhin Locksley Castle und setzten es in Brand. Als Robin die verwundeten Frauen ins Räuberlager ziehen sieht, wird im klar, dass er etwas machen muss und zieht, trotz Bruder Tucks Einwänden, mit seinen Mannen zu Locksley Castle, wo sie schon von des Sheriffs Männern erwartet werden. Während des Kampfes stirbt die junge Jess, die wie man zuvor erfuhr, die Tochter von Lady Isabelle und des Sherrifs ist, indem sie dem Sherrif entgegengeht, um Robin zu retten. Robin wird gefangen genommen. Während sich die Männer von Robin in den Sherwood Forest zurückgezogen haben, schwindet im Kerker von Nottingham Castle Robin der Mut. Marian aber steht weiterhin zu ihm und gesteht ihm ihre Liebe, doch wird sie später von Lady Isabelle überrascht. Durch eine List bringt sie ihren Gemahl, Prinz John, dazu Marian mit dem Sherrif zu vermählen. Marian stimmt zu, weil Prinz John verspricht Robin und die Räuber zu begnadigen.
Robin kann sich in der Zwischenzeit befreien und kehrt ins Räuberlager zurück, wo Bruder Tuck den Mannen neuen Mut zuspricht. Unterstützung, Nottingham zu vernichten, finden sie in Amelia, die vom Handel Marians mit Nottingham berichtet. Es kommt zum finalen Kampf zwischen Robin und Nottingham. Nottingham unterliegt, doch schenkt Robin ihm das Leben, um nicht in Sünde heiraten zu müssen. Während der Hochzeit erscheint der gerettete König und führt seine Cousine Marian zum Altar.

## Besetzung
| Original Besetzung, Welt-Uraufführung 2005, Bremen | Original Besetzung, Welt-Uraufführung 2005, Bremen |
| -------------------------------------------------- | -------------------------------------------------- |
| Robin Hood                                         | Jesper Tydén                                       |
| Lady Marian                                        | Sabine Neibersch                                   |
| Sheriff von Nottingham                             | Ethan Freeman                                      |
| Lady Isabelle                                      | Daniela Ziegler                                    |
| Bischof von Herford                                | Mathieu Carrière                                   |
| Bruder Tuck                                        | Günther Kaufmann                                   |
| Little John                                        | Rüdiger Reschke                                    |
| Prinz John                                         | Ray Strachan                                       |
| Amelia                                             | Elke Schlimbach                                    |
| Jess                                               | Marny Bergerhoff                                   |
| Malcolm                                            | Markus Dietz                                       |
| Archibald                                          | Japheth Myers                                      |
| Patrick                                            | Mathias Schiemann                                  |
| Will Scarlet                                       | Christoph Trauth                                   |

## Lieder
1. Prolog
2. Opening – Tanz am Hofe
3. Die Ächtung
4. Sonst schaffst du es nie
5. Die tollkühnen Ritter vom Sherwood Forest
6. Der Sturm ist nah
7. Schatten der Vergangenheit
8. Fest im Räuberlager
9. Frei wie der Wind
10. Marians Gebet
11. Streitduett
12. Sie kamen mit dem Wind
13. Überleben
14. Allein
15. Abschaum
16. Es ist nie zu spät
17. Das Ende der Legende
18. Salz der Erde
19. Freiheit brennt unter der Haut

## Weitere Musical-Versionen
Das erste Musical, das Robin Hood thematisierte, stammt aus dem Jahr 1991. Seit 2022 wird eine Neufassung mit Musik von Chris de Burgh aufgeführt:
- 1991: Robin Hood von Robert Perché und Walter Raidl
- 2022: Robin Hood – Das Musical von Dennis Martin und Chris de Burgh

siehe auch: Robin-Hood-Musical-Versionen